# Saint Louis Athletica
Saint Louis Athletica war ein US-amerikanisches Frauenfußball-Franchise aus St. Louis, MO. Die Profimannschaft spielte 2009 in der Women’s Professional Soccer.
Athletica gehörte zum Athletic Club of St. Louis, welcher von Jeff Cooper betrieben wird. Neben der Frauenmannschaft gehören hierzu noch das Männerteam AC St. Louis und die St. Louis youth soccer league.

## Geschichte
St. Louis Athletica gehörte im Februar 2007 zu den Gründungsmitgliedern den neu gegründeten Women’s Professional Soccer. Am 27. Februar des Jahres unterzeichnete die Saint Louis Soccer United LLC eine entsprechende Absichtserklärung, woraufhin der Klub gegründet wurde. Die zunächst für 2007 geplante erste Austragung der Liga wurde aufgrund der Frauen-Weltmeisterschaft 2007 und den Olympischen Spielen 2008 in das Jahr 2009 verschoben. Im November 2008 wurde der Name des Klubs offiziell verkündet und das Klublogo der Öffentlichkeit präsentiert.
In der Debütsaison 2009 spielte St. Louis Athletica im vorderen Bereich der Liga mit und belegte am Ende der regulären Spielzeit den zweiten Platz hinter Los Angeles Sol. In den anschließenden Play-offs scheiterte die Mannschaft um Spieler wie Sara Larsson, Kia McNeill und Eniola Aluko in der Vorschlussrunde nach einer 0:1-Niederlage an Sky Blue FC. Dennoch wurde Hope Solo nach Saisonende als Torhüterin des Jahres ausgezeichnet.
Die zweite Saison startete die Mannschaft mit einem Sieg gegen den FC Gold Pride. Nach weiteren vier Spielen stellte der Verein aus finanziellen Gründen seinen Spielbetrieb am 27. Mai 2010 ein. Alle Spielerinnen wurden zum 1. Juni 2010 freigestellt.